# Bol'šoj Šantar
L'isola Bol'šoj Šantar (in russo Большой Шантар, Bol'šoj Šantar = Grande Šantar) è un'isola della Russia appartenente all'arcipelago delle isole Šantar, nel mare di Okhotsk. Amministrativamente è compresa nel kraj di Chabarovsk (Circondario federale dell'Estremo Oriente).
Sull'isola c'è una stazione idro-meteorologica e in epoca sovietica vi era una base militare.

## Geografia
L'isola con la sua superficie di 1.790 km² è la maggiore isola dell'arcipelago; è lunga 65 km e larga circa 47 km; il suo punto più alto, a est, è il monte Vesëlaja (гора Весёлая) con 720 m s.l.m. (701 secondo altre fonti). Altri rilievi dell'isola sono: il monte Anaur (Анаур, 637 m), il Suchaja (Сухая, 586 m), l'Amuka (Амука, 565 m) e il Philip (Филиппа, 532 m), tutti nella parte meridionale.
Nella parte nord-orientale, separato dal mare da una sottile striscia di terra, ma collegato da uno stretto canale, c'è il grande lago Bol'šoe (озеро Большое, "lago Grande"), in cui si getta il fiume Olen'ja (река Оленья). Sulla costa meridionale dell'isola una penisola che si protende verso sud-ovest delimita una grande baia, la Jakšina (губа Якшина), dove sfociano i fiumi Grande Anaur e Jakšina (Большой Анаур e Якшина).
La punta settentrionale dell'isola è capo Severnyj (мыс Северный, "capo nord"), quella meridionale è capo Philip (мыс Филиппа); a sud-ovest c'è capo Radužnyj (мыс Радужный, "capo arcobaleno") e a nord-est capo Severo-Vostočnyj (мыс Северо-Восточный, "capo nord-occidentale").
L'isola di Feklistov si trova circa 20 km a ovest di Bol'šoj Šantar, al di là dello stretto Severnyj (Северный проливом). A est di capo Severo-Vostočnyj c'è l'isola di Prokof’ev; 14 km a sud-est l'isola di Kusov e a sud, a 2,5 km da capo Philip, si trova lo scoglio Diomede. Sempre a sud, poco più distanti, ci sono le isole Malyj Šantar e Beličij.

### Clima
| Bol'šoj Šantar (1991-2020) Fonte: | Mesi         | Mesi         | Mesi         | Mesi         | Mesi         | Mesi        | Mesi        | Mesi        | Mesi        | Mesi         | Mesi         | Mesi         | Stagioni | Stagioni | Stagioni | Stagioni | Anno  |
| Bol'šoj Šantar (1991-2020) Fonte: | Gen          | Feb          | Mar          | Apr          | Mag          | Giu         | Lug         | Ago         | Set         | Ott          | Nov          | Dic          | Inv      | Pri      | Est      | Aut      | Anno  |
| --------------------------------- | ------------ | ------------ | ------------ | ------------ | ------------ | ----------- | ----------- | ----------- | ----------- | ------------ | ------------ | ------------ | -------- | -------- | -------- | -------- | ----- |
| T. max. media (°C)                | −14,0        | −12,6        | −5,9         | 1,4          | 7,5          | 13,7        | 17,2        | 18,2        | 14,5        | 5,9          | −5,3         | −12,9        | −13,2    | 1,0      | 16,4     | 5,0      | 2,3   |
| T. media (°C)                     | −19,3        | −19,0        | −12,6        | −3,8         | 2,3          | 7,2         | 11,6        | 12,8        | 9,0         | 1,6          | −8,5         | −17,0        | −18,4    | −4,7     | 10,5     | 0,7      | −3,0  |
| T. min. media (°C)                | −25,3        | −25,8        | −19,8        | −9,1         | −1,5         | 2,4         | 7,1         | 8,0         | 3,4         | −3,0         | −12,6        | −22,1        | −24,4    | −10,1    | 5,8      | −4,1     | −8,2  |
| T. max. assoluta (°C)             | −0,1 (1984)  | −0,8 (1985)  | 10,2 (1990)  | 15,1 (1943)  | 27,3 (1925)  | 28,6 (2011) | 31,9 (1988) | 28,5 (2001) | 25,4 (2010) | 18,5 (2007)  | 8,0 (1940)   | 1,8 (1956)   | 1,8      | 27,3     | 31,9     | 25,4     | 31,9  |
| T. min. assoluta (°C)             | −43,5 (1999) | −42,1 (1977) | −38,6 (1970) | −30,2 (1929) | −15,3 (1929) | −6,8 (1963) | −3,6 (1945) | −3,9 (1970) | −8,4 (1964) | −21,3 (1985) | −34,5 (1998) | −41,1 (1977) | −43,5    | −38,6    | −6,8     | −34,5    | −43,5 |
| Precipitazioni (mm)               | 30           | 15           | 25           | 32           | 57           | 47          | 60          | 72          | 68          | 79           | 55           | 36           | 81       | 114      | 179      | 202      | 576   |

## Flora e fauna
La maggior parte dell'isola è coperta da foreste di conifere, soprattutto peccio siberiano e larice. Nella parte meridionale dell'isola è presente la betulla e l'ontano.
Il lago ospita due tipi di osmeridi: l'Hypomesus japonicus e l'Hypomesus olidus.
Assieme alle altre isole dell'arcipelago delle Šantar fa parte della Riserva naturale del distretto federale "isole Šantar".

## Curiosità
L'isola è menzionata nel videogioco Grand Theft Auto IV come sede di un immaginario programma peer-to-peer chiamato Shitster (una parodia di Napster).